# Catálogos regionários

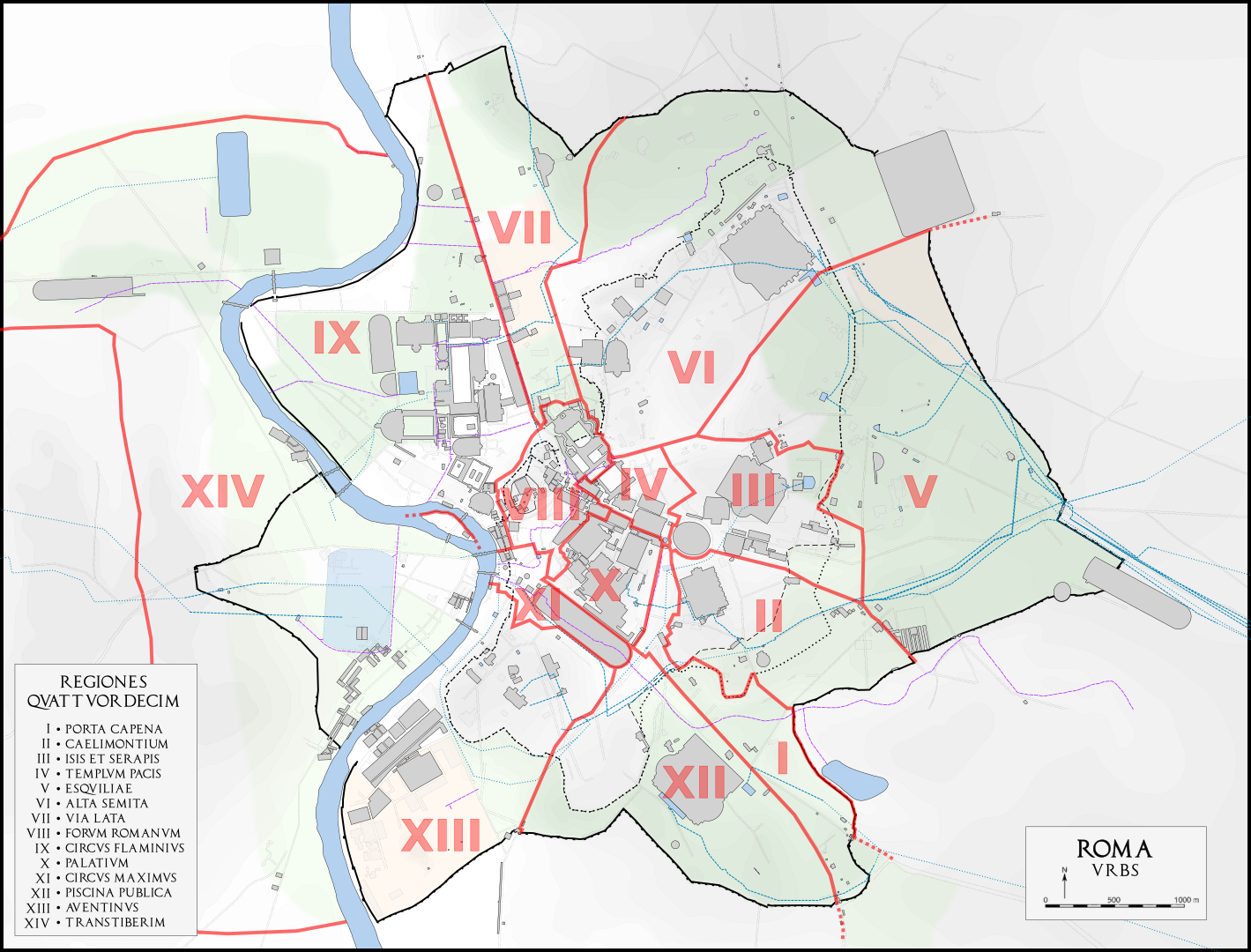
As 14 regiões da Roma de Augusto.

Catálogos regionários (em italiano:  cataloghi regionari) são dois textos antigos, ligeiramente diferentes entre si, copiados de um catálogo original das 14 regiões da Roma de Augusto. Dentre elas, a primeira é intitulada Curiosum urbis Romae regionum XIIII e a segunda, sem título, é conhecida como Notitia urbis Romae ou Notitia Regionum Urbis XIV.

## Conteúdo
O texto dos catálogos elencam os monumentos de Roma subdivididos por região, a maior parte em ordem topográfica. Estão listados o número de vici ("quarteirões") e de suas edicole compitale, os vicomagistri e superintendentes (curatores) da região e também o número de habitações (domus e ínsulas), dos armazéns (hórreos), termas (balnea), espelhos d'água (lacus) e fornos (pistrina).
A lista termina com a indicação do comprimento do perímetro da região. Um anexo final elenca o número total de monumentos e o total das outras categorias de edifícios na cidade como um todo.

## Datação e escopo
A datação da lista original tem sido tema de debates. Alguns argumentam que ela teria sido redigida na época de Constantino, entre 315 e 316 e teria sido re-elaborada independentemente nas duas versões conhecidas. Estas últimas, por sua vez, tem sido datadas com base na data do monumento mais recente listado: no caso da Notitia, a estátua equestre de Constantino (334), e, no caso do Curiosum, o obelisco erigido por Constâncio II no Circo Máximo em 357.
Segundo outros, por outro lado, a menção do corpo dos pretorianos, dissolvido por Constantino, indicaria uma data de redação já na época de Diocleciano e talvez relacionada à sua grande reforma administrativa. Posteriormente, a lista original teria sido aumentada com interpolações até a época do Curiosum, que, seria derivado do texto da Notitia, com muitas entradas novas e com Constantino citado como divus ("divino") depois de sua morte. A menção ao obelisco de Constante II seria, neste caso, uma dessas interpolações posteriores.
Também o escopo original da lista e o critério utilizado para escolher os monumentos citados, que não parece ter sido a importância do monumento, é incerto: já foi proposto que os monumentos listados seriam referências topográficas para indicar as fronteiras das regiões ou de subdivisões internas, mas nenhuma explicação é consensual. As referências numéricas provavelmente foram retiradas de documentos oficiais.

## Manuscritos
As versões manuscritas das duas versões do catálogo são:
- Curiosum:
  - Vaticano latino 3321 (em letras unciais, talvez derivado de um manuscrito em letras capitais, século VIII;
  - Vaticano latino 1984 (escrito a várias mãos em épocas diversas), século XI ou XII;
  - Vaticano latino 3227 (em letras beneventanas minúsculas), talvez originário da Abadia de Montecassino, século XI ou começo do século XII;
  - Laurenziano 89 sup.67, seleção de forma comprimida do texto presente no manuscrito de Speyer (abaixo), hoje perdido.
- Notitia:
  - Viena (coleção nacional), latinus 162, século IX;
  - Catedral de Speyer, manuscrito do século VIII a X, perdido na metade do século XVI, mas com algumas cópias de confiabilidade variável.